# Brent Corrigan
Sean Paul Lockhart, conhecido como Brent Corrigan (Lewiston, Idaho, 31 de outubro de 1986), é um ator norte-americano, também diretor, produtor e ator de filmes pornográficos.

## Biografia
Nascido em Lewiston, Idaho, crescido em Seattle, Washington com seu padrasto, mudou-se para San Diego, em 2004, para morar com sua mãe.
Após chegar em San Diego, ele foi abandonado por todos, menos sua mãe, forçando-o a tomar conta de si próprio.
Ele nunca conheceu seu pai biológico.

## Carreira
Corrigan estrelou em 2006, The Velvet Mafia pela produtora Falcon Studios, assinando como Fox Ryder e ganhou uma nomeação ao Grabby Awards por sua atuação.
Em 2007, co-estrelou no rock musical Didn't This Used To Be Fun? e no curta de terror Tell Me.
Em 2008, apareceu em Another Gay Sequel: Gays Gone Wild!. Ele interpretou Stan, o tritão (deus marítimo), estrelou no curta In the Closet e ainda fez uma figuração no biográfico Milk, baseado em Harvey Milk.
Ainda em 2008, lançou os primeiros filmes de sua própria produtora, estreando como diretor. Em 2009, participou de seu segundo musical intitulado The Big Gay Musical.
Em 2011, estrelou na comédia Sister Mary. Além disso, fez um gay proveniente de idades fantasiosas em Judas Kiss. Atualmente, está gravando Chillerama onde fará o musical "I Was a Teenage Werebear". Ele cantara quatro músicas como "Ricky".

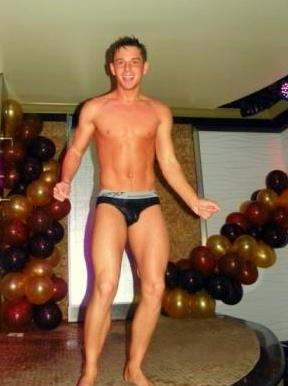
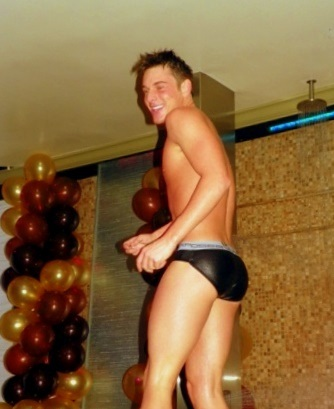
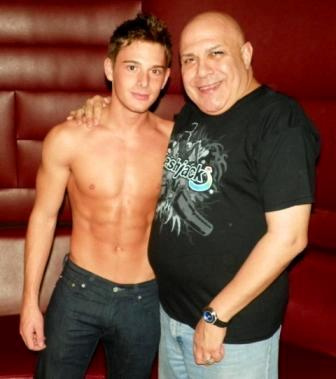
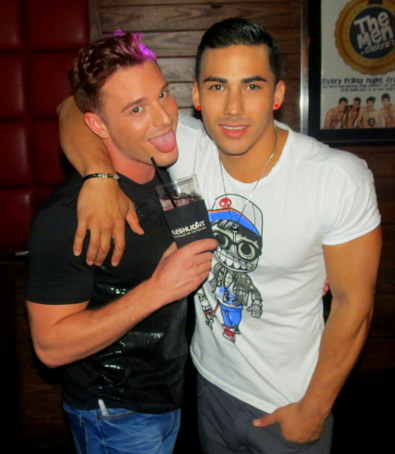
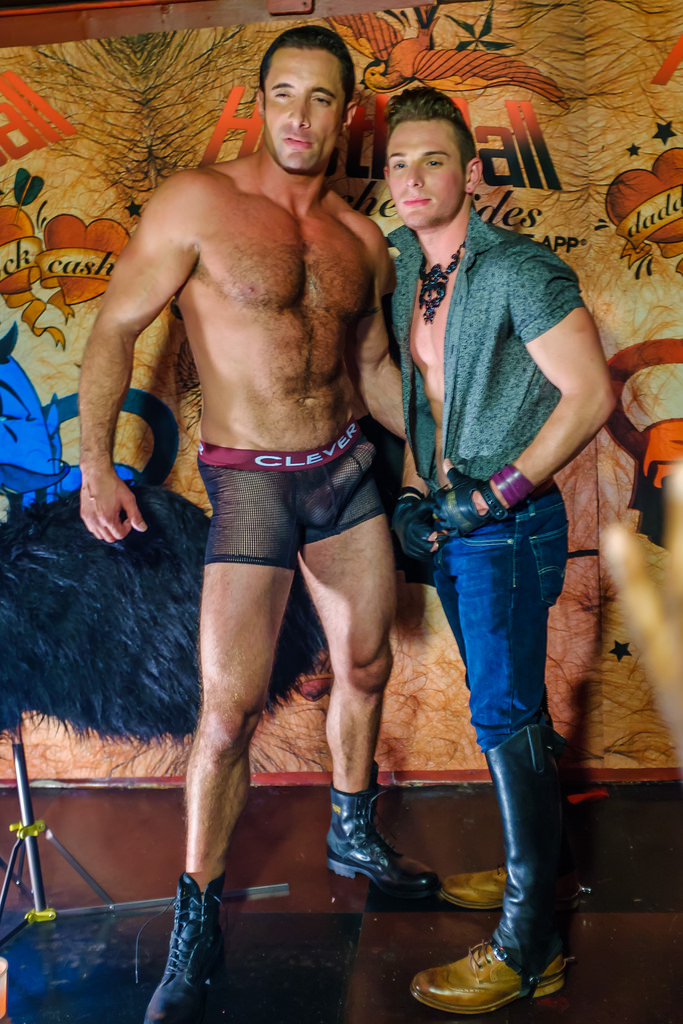
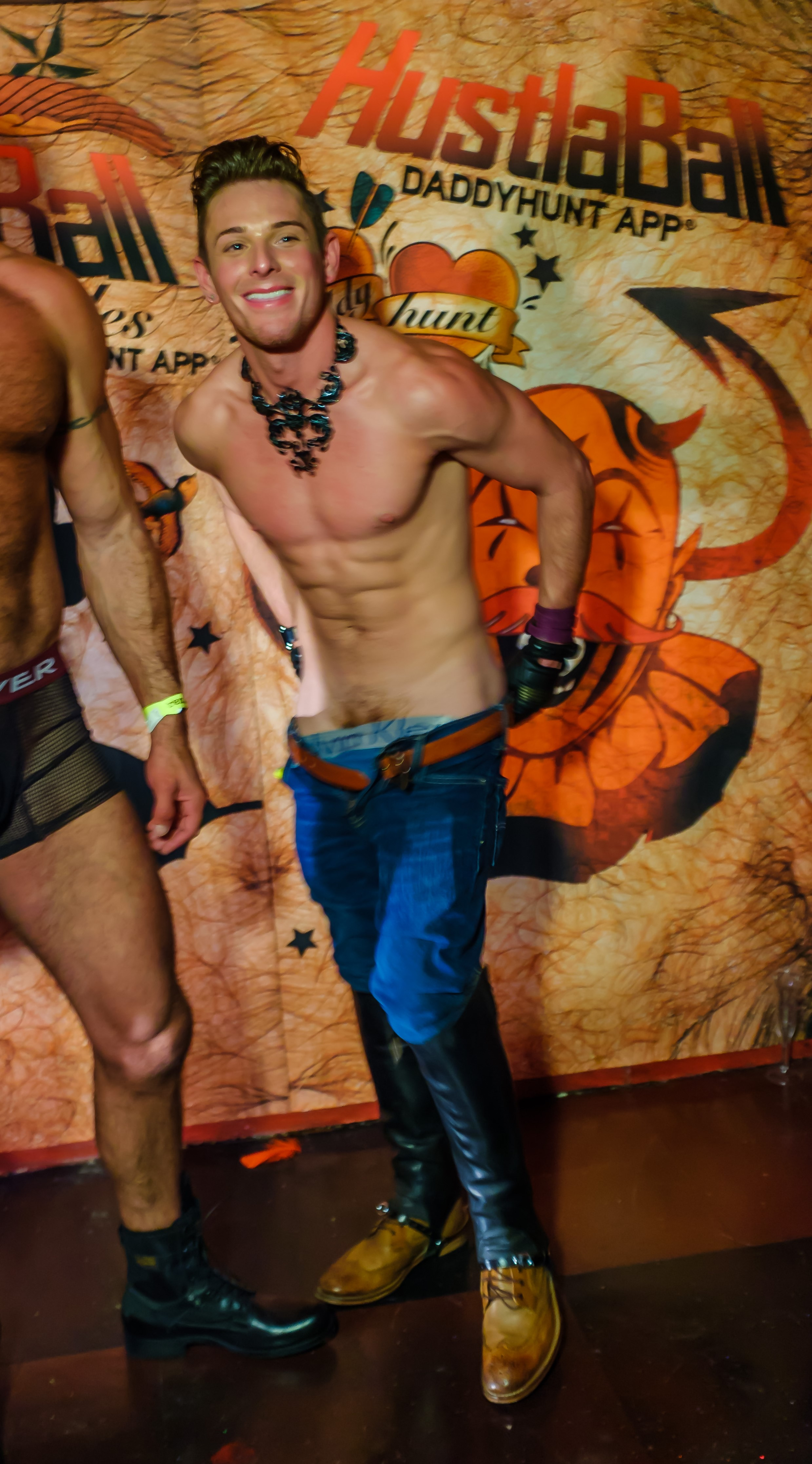

## Filmografia
| Ano  | Título                             | Papel           | Observação                   | Nota           |
| ---- | ---------------------------------- | --------------- | ---------------------------- | -------------- |
| 2006 | The Velvet Mafia: Part 1           | Fox Ryder       | Erótico                      |                |
| 2006 | Velvet Mafia 2                     | Fox Ryder       | Erótico                      |                |
| 2007 | Didn't This Used To Be Fun?        | Sean Lockhart   | Musical                      | curta-metragem |
| 2008 | Another Gay Sequel: Gays Gone Wild | Stan/Tritão     | Comédia                      |                |
| 2008 | In the Closet                      | Imprensa        | Terror                       | curta-metragem |
| 2008 | Milk                               | "Figurante"     | Biográfico                   |                |
| 2008 | Tell Me                            | Skippy          | Suspense                     | curta-metragem |
| 2009 | The Big Gay Musical                | Hustler         | Musical                      |                |
| 2011 | Judas Kiss                         | Chris Wachowsky | Drama                        |                |
| 2011 | Sister Mary                        | Alter Boy       | Comédia/Musical              |                |
| 2011 | Chillerama                         | Ricky           | Ação/Comédia/Fantasia        |                |
| 2013 | Truth                              | Caleb           | Suspense-Psicológico/Romance |                |

## Ligações Externas
- Brent Corrigan. no IMDb.